# Szenes Márta
Szenes Márta, 1983-tól Sebőné Szenes Márta (Szarvas, 1957. június 4. –) pszichológus, egyetemi adjunktus
Főbb kutatási területe az új vallási mozgalmakba való megtérés; az egyetemi diáktanácsadás szervezeti és személyiségpszichológiai keretei.

## Életpályája
Felsőfokú tanulmányokat a debreceni Kossuth Lajos Tudományegyetemen folytatott pszichológia-szakon, pszichológus diplomát nyert 1980-ban. Végzés után a szegedi József Attila Tudományegyetem Pszichológia Tanszékére került gyakornoknak, egyetemi doktori disszertációját a baráti kapcsolatok pszichológiai sajátosságai témakörben 1983-ban védte meg. 1983-tól 1989-ig a Juhász Gyula Tanárképző Főiskolán dolgozott tanársegédi beosztásban, e közben Debrecenben posztgraduális képzés keretében pedagógiai szakpszichológus képesítést szerzett.
1989-től visszament eredeti munkahelyére, a JATE Pszichológia Tanszékre adjunktusi beosztásba. Közben munkát vállalt a Szegedi Ifjúsági Ideggondozóban és a Drogambulancián. Mindehhez mentálhigiénés szakképesítést szerzett a SOTE Mentálhigiénés Tanszéken (1999-2002), pszichodrámás képzettségét is felsőfokúra fejlesztette 2005-ben.
Elévülhetetlen érdemei vannak az 1990-es évek kezdetétől az egyetemi pszichológiai tanácsadás megszervezésében és irányításában, ma már Szenes Márta az Egyetemi Életvezetési Tanácsadó Központ szakmai vezetője, továbbá a Fogyatékkal élő hallgatók egyetemi koordinátora és a SZTE Diákcentrum Universitas Alapítvány kuratóriumi elnöke. Az egyetemi kurzusokon fő oktatási területe a szociálpszichológia, a tanácsadás pszichológiája és a valláslélektan.
Új vallási közösségekbe megtért fiatalok életútelemzése az identitáskeresés tükrében tárgykörben írt PhD értekezését 2008-ban védte meg a Pécsi Tudományegyetem Pszichológiai Intézetében, ezzel elérte a PhD tudományos fokozatot.

## Tanulmányai (válogatás)
- A baráti kapcsolatok pszichológiai sajátosságai korai ifjúkorban. Egyetemi doktori értekezés. Szeged, 1982. 155 p. (Kéziratban)
- Értékjelzők a középiskolások baráti kapcsolataiban. In: Erkölcs és ifjúság : az erkölcsi nevelés aktuális kérdései : [összeállítás a TIT Szegedi Pedagógiai Nyári Egyetemen elhangzott előadásokból] / fel. szerk. Molnár Zoltán. Szeged, 1982. 277-291. p.
- A középiskolások baráti kapcsolatainak többszempontú elemzése. In: Magyar Pszichológiai Társaság 6. országos tudományos konferenciája. 1. [köt.] Előadáskivonatok. Budapest, 1983. 97. p.
- Új kezdeményezés a pedagógusképzésben. Zsolnai Anikóval. Iskolakultúra, 6. évf. 1996/6-7. sz. 176-179. p.
- Új vallási mozgalomba belépett fiatalok életút-jellemzői a megtérést megelőzően. In: Vallásosság - változatok : vallási sokféleség Magyarországon / szerk. Máté-Tóth András, Nagy Gábor Dániel. Szeged : JATEPress, 2008. - 1189-1219. (Ser. Vallás a társadalomban , ISSN 1788-9162 ; 3.)
- Odú vagy kelepce? Új vallási közösségekbe megtért fiatalok életútelemzése az identitáskeresés tükrében; Oriold, Bp., 2013
- Pszichológiai tanácsadás felsőfokon. A szegedi Egyetemi Életvezetési Tanácsadó Központ húsz éve; szerk. Szenes Márta, Pintér Judit Nóra; SZTE EÉTK, Szeged, 2014

### Memoár
- Sebőné Szenes Márta visszaemlékezése. (Fejezetek: Egyetemi évek Debrecenben; A szegedi pályafutás kezdete; A tanszéken folyó kutatások, Kapcsolatok a Pedagógia Tanszékkel; Politikai korlátok az 1980-as években; A Diákcentrum létrejötte és működése; Még mindig nagyon szeretek tanítani.) In A lélektan 80 éves története a szegedi egyetemen, 1929-2009. i. m. 201-208. p.

## Társasági tagság
- Felsőoktatási Tanácsadás Egyesület, társelnök
- SZITI[2] Egyesület, kuratóriumi tag
- Magyar Pszichológiai Társaság
- Pszichodráma Egyesület

## Díjak, elismerések
- Szakállamtitkári Dicsérő Oklevél (Az Oktatási és Kulturális Minisztériumtól), 2007
- Rektori Elismerő Oklevél, 2009

## Külső hivatkozások
- Egyetemi Életvezetési Tanácsadó Központ
- Interjú Szenes Mártával, Szegedi Egyetem, 2009. febr. 9.
- Vallás és szex: mit tanít a hvg.hu? 2009. márc. 6.
- Aranykalitka Vallás és a szex: mit tanítanak az új egyházak?
- SOKAN vagyunk SOKFÉLÉK – nézőpontok az esélyegyenlőségről, konferencia Szegeden, 2008
- Sebőné Szenes Márta publikációi a SZTE Egyetemi Könyvtár gyűjteményében